# Molomea infulata
Molomea infulata är en insektsart som först beskrevs av Melichar 1925.  Molomea infulata ingår i släktet Molomea och familjen dvärgstritar.
Artens utbredningsområde är Peru. Inga underarter finns listade i Catalogue of Life.